# Cretas
Cretas is een gemeente in de Spaanse provincie Teruel in de regio Aragón met een oppervlakte van 52,66 km². Cretas telt 554 inwoners (1 januari 2016).